# Stefan Karge
| 189398 Soemmerring    | 7 maggio 2008     |
| 221917 Opites         | 26 settembre 2008 |
| 225250 Georgfranziska | 30 agosto 2009    |
| 241136 Sandstede      | 25 agosto 2007    |
| 243109 Hansludwig     | 12 settembre 2007 |
| 243440 Colonia        | 17 marzo 2009     |
| 251595 Rudolfböttger  | 20 aprile 2009    |
| 274020 Skywalker      | 12 settembre 2007 |
| 293809 Zugspitze      | 15 settembre 2007 |
| 293909 Matterhorn     | 16 settembre 2007 |
| 295565 Hannover       | 27 settembre 2008 |
| 343444 Halluzinelle   | 7 marzo 2010      |
| 343981 Oppenheim      | 7 marzo 2010      |
| 347020 Hofheim        | 7 marzo 2010      |
| 367436 Siena          | 27 settembre 2008 |
| 369297 Nazca          | 23 settembre 2009 |

Stefan Karge (1963) è un astronomo amatoriale tedesco.
Il Minor Planet Center gli accredita la scoperta di cinquanta asteroidi, effettuate tra il 2007 e il 2010, in parte in collaborazione con Rainer Kling, Erwin Schwab e Ute Zimmer.
Gli è stato dedicato l'asteroide 378917 Stefankarge.